# بيل إثيريدغ
بيل إثيريدغ هو سياسي بريطاني، ولد في 18 مارس 1970 في ولفرهامبتن في المملكة المتحدة. نشط حزبياً في حزب استقلال المملكة المتحدة. في انتخابات البرلمان الأوروبي 2014، انتخب عضو في البرلمان الأوروبي عن دائرة West Midlands (European Parliament constituency) ‏ لترشحه ضمن قائمة حزب استقلال المملكة المتحدة، وقد انضم خلال فترته النيابية (1 يوليو 2014 – ) للكتلة البرلمانية أوروبا الحرية والديمقراطية المباشرة.